# Gregoriusowe kěrlušowe knižki
Gregoriusowe kěrlušowe knižki (буквально — в.-луж. Книги молитвенных песнопений Грегориуса (Грегория)) — памятник лужицкой литературы, рукописи на верхнелужицком языке, относящиеся к так называемому корпусу «Лужицких языковых памятников». Представляет собой образец истории развития верхнелужицкого языка и его диалектов. Предположительно относится к 1590—1593 годам. Рукопись была обнаружена в 1884 году лужицким фольклористом Гендрихом Йорданом. В настоящее время хранится в Баутцене в Сербском архиве Сербского института (MS VI 16 A).
Точное авторство книги не известно. Предположительно её автором является католический священник. На одной из страниц рукописи находится подпись «Gregorius» с инициалом «B». Согласно лужицкому лингвисту Сони Волковой эту надпись можно отнести к Григорию Бернарию либо к Григорию Лейзентритту.
Книга была напечатана в 2007 году факсимильным образом с транслитерацией и транскрипцией в сочинении Сони Волковой «Gregoriusowe kěrlušowe knižki a jich pozicija mjez najstaršimi hornjoserbskimi rěčnymi pomnikami», которое издал Сербский институт.